# Namib-Sandmeer
Das Namib-Sandmeer (englisch Namib Sand Sea) ist seit dem 20. Juni 2013 UNESCO-Welterbe. Es nimmt den zentralen Teil der Namib in Namibia ein und ist die zweite Welterbestätte des Landes. Es wurde wegen seiner herausragenden Wüstenlandschaft, der reichen Tier- und Pflanzenwelt mit großer endemischer Vielfalt und den geologischen Prozessen zum Weltnaturerbe erklärt.
Das Sandmeer bedeckt weite Teile des Namib-Naukluft-Parks südlich des Kuiseb über Sesriem mit dem Sesriem-Canyon und das Sossus- sowie Deadvlei bis zu den Farmen Kanaan  und Kamaland im Süden und weiter nach Westen bis Gibraltar an der Atlantikküste und von dort nordwärts entlang der Küstenlinie bis Sandwich Harbour. Das Welterbegebiet erstreckt sich über insgesamt 30.777 Quadratkilometer.